# Dieter Becken
Dieter Becken (* 14. Mai 1949 in Landsdorf im Landkreis Vorpommern-Rügen) ist ein deutscher Unternehmer. Ab dem Jahr 1978 schuf er in Hamburg eine Gruppe von Immobilien- und Investmentunternehmen, die auf Entwicklung, Bau, Finanzierung und Vermögensverwaltung von Gewerbe- und Wohngebäuden spezialisiert ist. Von 2014 bis 2018 war er auch Mitglied des Aufsichtsrats der HSV Fußball AG.

## Privates
Dieter Friedrich Wilhelm Becken wurde als ältester Sohn einer Bauerstochter und eines Bauhandwerkers im mecklenburgischen Langsdorf einem kleinen Dorf zwischen Rostock und Greifswald in Mecklenburg-Vorpommern geboren. Mit drei Geschwistern wuchs er bis zum Alter von elf Jahren auf dem großelterlichen Hof auf. Im Herbst 1960 floh er mit seinen Eltern nach Hamburg, nachdem der Vater aus politischen Gründen in der DDR vorübergehend verhaftet worden war. Nach Zwischenstationen in Flüchtlingslagern erlebte Becken seine Jugend in Tornesch. Parallel zu einer Maurerlehre erlangte er auf dem Zweiten Bildungsweg das Abitur. Anschließend studierte er Architektur in Hamburg und Ingenieurwissenschaften in Hannover. Beide Studiengänge schloss er mit dem Diplom ab.
Becken ist verheiratet und hat eine Tochter, die das Family-Office der Familie leitet. Sein Schwiegersohn ist Geschäftsführer einer Gesellschaft der Unternehmensgruppe.

## Beruflicher Werdegang
Unmittelbar nach erfolgreichem Abschluss des Studiums gründete Becken im Jahr 1978 ein Ingenieurbüro, das zunächst Betonschalungen konstruierte sowie Wohnimmobilien plante und baute. In den 1980er Jahren begann er Bürogebäude zu entwickeln. Als erstes Projekt wurde 1991 das Victoria Office mit 19.800 m² in der Hamburger City Süd fertiggestellt. In den Folgejahren entstanden in Zusammenarbeit mit namhaften Architekten wie Hadi Teherani und Jan Störmer weitere spektakuläre, innovative Gebäude in Hamburg. Dazu zählen unter anderem der Berliner Bogen am Anckelmannsplatz, das Deichtorcenter an der Willy-Brandt-Straße, das Hanse-Forum am Axel-Springer-Platz, das Doppel-X-Hochhaus am Heidenkampsweg sowie das Berliner-Tor-Center an der Straße Beim Strohhause. Die erforderlichen Grundstücke erwarb er vielfach von der Hansestadt Hamburg mit dem Versprechen, durch die geplanten Immobilien namhafte Unternehmen wie Warner Brothers, IBM und IKB Bank am Standort zu halten. Gleichzeitig trug Becken maßgeblich zur Stadterneuerung von Hamburg-Hammerbrook bei; der Stadtteil war im Zweiten Weltkrieg fast vollständig zerstört und erst ab den 1980er Jahren zunächst als Bürostadt wieder aufgebaut worden.
Nicht umsetzen konnte Becken die ursprünglich auf einer Idee des Ehepaars Alexander Gérard und Jana Marko basierenden und später vom Architekturbüro Herzog & de Meuron konkretisierten Pläne, in Hamburg auf dem historischen Kaispeicher A eine Konzerthalle zu errichten: Da die Banken eine Finanzierung des für die heutige Elbphilharmonie geplanten Investorenmodells mangels Sicherheiten ablehnten, kaufte die Hansestadt Hamburg die Initiatoren Gérard und Becken im November 2004 aus dem Projekt heraus. Keine Zustimmung des Senats fand der vom Architekten Teherani und Becken im Jahr 2006 präsentierte Vorschlag der Living Bridge: Auf einer Länge von gut 700 Metern sollte diese die Hamburger Hafencity mit dem südlichen Kleinen Grasbrook verbinden; in einer Höhe von 18 Metern über der Norderelbe waren eine Straße und darüber fünf Geschosse mit Gastronomie, Büros, 1000 Wohnungen sowie Parkanlage vorgesehen.
Am Jahresende 2006 verkaufte Becken seinen damaligen Bestand von 22 Immobilien zum angeblichen Preis von 650 Millionen Euro an die US-Bank Morgan Stanley, nur um im Jahr darauf mit deutschlandweiten Investitionen neu zu starten.
Sein zunächst als Einzelkaufmann geführtes Unternehmen stellte Becken ab dem Jahr 2007 auf Kapitalgesellschaften mit Holdingstruktur um und führte eine Managementebene ein. Sukzessive wurden unterhalb der Holding operative Gesellschaften etabliert. Zur langfristigen Sicherung des Unternehmensbestands entstand für die Holding ein Verwaltungsrat, der im Jahr 2019 seine Arbeit aufnahm. Weiter wurde der familienfremde Manager Jörn Stobbe im Jahr 2021 für die Holding zum Sprecher der Geschäftsführung bestellt. Die Firmengruppe hat ihren Hauptsitz im Hamburger Finnlandhaus sowie Niederlassungen in Frankfurt, München und Berlin. Sie zählt zu den kapitalstärksten Unternehmen in Deutschland.
Im Jahr 2014 erwarb Becken gemeinsam mit des US-Finanzinvestor Castlelake 109 von der HASPA genutzte und in 2007 an einen amerikanischen Hedgefonds veräußerte Immobilien; bis 2018 wurde das sogenannte Kontor-Portfolio an verschiedene Projektentwickler und Fonds weiter veräußert.
Mit Hansainvest als Kapitalverwaltungsgesellschaft (Service-KVG) legte die Becken-Gruppe im Jahr 2017 den ersten eigenen Spezialfonds für deutsche Bürogebäude auf. Der erste Fonds zur Finanzierung von Projektentwicklungen wurde im Jahr 2020 platziert.
Zudem erwarb Becken im Jahresverlauf 2022 von der Degussa Bank die in Frankfurt ansässige Industria Wohnen GmbH, die als Fondsmanager hauptsächlich Immobilien-Spezialfonds und Publikumsfonds mit Fokus Wohnen Deutschland betreut und im Folgejahr in Industria Immobilien GmbH umfirmierte.
Im Jahr 2022 wurde Becken für sein Lebenswerk mit dem Hamburger Gründerpreis ausgezeichnet.

## Aufsichtsrat beim Hamburger SV
Becken war von Juli 2014 bis Februar 2018 Mitglied des Aufsichtsrats der HSV Fußball AG.